# Seppe Baetens
Seppe Baetens (Halle, 13 februari 1989) is een Belgisch volleyballer.

## Levensloop
Baetens speelde achtereenvolgens bij VC Lennik, Beivoc Humbeek, Volley Puurs, Topvolley Antwerpen, VC Asse-Lennik, Nantes Rezé Métropole, Volley Guibertin, VC  Noliko Maaseik, Volley Haasrode Leuven en Lindemans Aalst. Vanaf 2023-'24 komt hij uit voor VBC Waremme.
In het seizoen 2018-19 werd hij met VC Noliko Maaseik landskampioen en in de seizoenen 2013-'14 en 2014-'15 won hij de Beker van België met achtereenvolgens Topvolley Antwerpen en VC Asse-Lennik. Met deze club won hij het daaropvolgend seizoen tevens de Supercup. Daarnaast werd hij verschillende malen geselecteerd voor de Red Dragons, het Belgisch nationaal volleybalteam.
Ook is hij actief in het beachvolleybal. In 2015 behaalde hij samen met Dennis Deroey zilver op het Belgisch kampioenschap.
Hij is de zoon van Jo Baetens.